# Setodes crossotus
Setodes crossotus là một loài Trichoptera trong họ Leptoceridae. Chúng phân bố ở miền Cổ bắc.